# Baggskär, Nagu
Baggskär är öar i Nagu, Finland. De ligger i Skärgårdshavet i Pargas stad i landskapet Egentliga Finland, i den sydvästra delen av landet. Öarna ligger omkring 4 kilometer sydost om Stenskär, 19 kilometer sydost om Nagu kyrka, 45 kilometer söder om Åbo och omkring 160 kilometer väster om Helsingfors. Närmaste allmänna förbindelse är förbindelsebryggan vid Gullkrona som trafikeras av M/S Nordep och M/S Cheri.
Arean för den av öarna koordinaterna pekar på är 0,6 hektar och dess största längd är 140 meter i nord-sydlig riktning.  Närmaste större samhälle är Nagu, 18,8 km nordväst om Baggskär.